# Mory Kanté
Mory Kanté (Albadariah Guinea Francesa, 29 de marzo de 1950 - Conakri, Guinea, 22 de mayo de 2020) fue un cantante guineano, conocido por su canción de 1987 Yé ké yé ké, que alcanzó el número uno en Bélgica, Finlandia, los Países Bajos y España.

## Vida personal
Mory Kanté nació con orígenes maliense y guineano, en el seno una de las familias de músicos griot más conocidas de Guinea. Después de haber sido educado en la tradición de los mandinga en Guinea, se trasladó a Mali a la edad de siete años, donde aprendió a tocar la kora, así como a importantes tradiciones de voz, algunas de las cuales son necesarias para ser un griot. Como musulmán, integró aspectos de la música islámica en su trabajo.[cita requerida]
Falleció en un hospital de Conakri (Guinea) el 22 de mayo de 2020 a los setenta años. Durante la pandemia mundial del coronavirus SARS-Cov-2  no pudo viajar a Francia para recibir el tratamiento médico para una enfermedad crónica que padecía.

## Carrera
En 1971, fue miembro de la Rail Band, en la que Salif Keïta era el cantante. Keïta dejó la banda en 1973, dejando a Kanté como cantante.
En 1987, lanzó la canción "Yé ké yé ké", que fue uno de los éxitos más vendidos de África, además de ser el número uno en Europa en 1988, convirtiéndose en el primer single africano en vender más de un millón de copias. El álbum del que vino, Akwaba Beach, fue el disco africano más vendido de su tiempo. El álbum también contó con una canción islámica, "Inch Allah", junto con el éxito pop "Yé ké yé ké". El álbum también presentó la canción "Tama", que inspiró dos canciones de Bollywood, "Tamma Tamma" en Thanedaar (1990) y "Jumma Chumma" en la película "Hum" (1991), este último también presentó otra canción "Ek Doosre Se" que fue inspirada por "Inch Allah".
Kanté alcanzó el éxito en 1994 cuando el dúo de techno alemán Hardfloor creó un remix de baile de "Yéké Yéké". También apareció en 2006 como vocalista en el lanzamiento del DJ británico Darren Tate, "Narama".
El 16 de octubre de 2001, fue nombrado embajador de Buena Voluntad de la FAO de la ONU.
Kanté se encuentra entre los mejores músicos de África, entre ellos Tiken Jah Fakoly, Amadou & Mariam y el rapero Didier Awadi, que se unieron para la grabación de "Africa Stop Ebola", una canción que ofrece buenos consejos para crear conciencia tras la crisis del ébola. La canción, lanzada en noviembre de 2014, trascendió los anuncios de servicio público y vendió 250,000 copias, y todas las ganancias se destinaron a la organización benéfica médica Medecins Sans Frontieres (MSF).

## Discografía

### Álbumes
- Courougnegne (1981)
- N'Diarabi (1982)
- A Paris (1984)
- 10 Cola Nuts (1986)
- Akwaba Beach (1987) (#1 SUI; #13 GER; #43 SWE)
- Touma (1990)
- Nongo Village (1993)
- Tatebola (1996)
- Tamala – Le Voyageur (2001)
- Best Of (2002)
- Sabou (2004)
- La Guinéenne (2012)
- N'diarabi (2017)

### Sencillos
- "Yé ké yé ké" (1988) (#1 NED; #1 ISR; #2 GER; #2 SUI; #5 FRA; #10 AUT; #12 SWE; #29 UK)
- "Tama" (1988) (#44 GER)
- "Yéké Yéké" (remix) (1995) (#97 AUS, #25 UK)
- "Yéké Yéké" (remix) (1996) (#28 UK)